# Daniel Foder
Daniel Holm Foder (* 7. April 1983 in Silkeborg) ist ein Sportlicher Leiter und ehemaliger dänischer Radrennfahrer.

## Werdegang
Foder begann seine Karriere 2005 bei dem dänischen UCI Continental Team Designa Køkken. 2008 gewann er den Grand Prix Nordjylland. 2011 wurde er dänischer Meister im Mannschaftszeitfahren, 2012 gewann er mit seinem Team das Mannschaftszeitfahren der Tour of China I.
2016 beendete er seine Laufbahn als Aktiver und wurde Sportlicher Leiter bei seiner letzten Mannschaft als Radrennfahrer, Virtu Pro Veloconcept. Im Jahr 2020 war er beim UCI WorldTeam NTT Pro Cycling aktiv. 2022 wechselte er zum UCI Women’s WorldTeam EF Education-Tibco-SVB.

## Erfolge
2008
- Grand Prix Nordjylland

2011
- Dänischer Meister – Mannschaftszeitfahren (mit Lasse Bøchman, Christopher Juul, Jimmi Sørensen, Michael Valgren und Troels Rønning)

2012
- Mannschaftszeitfahren Tour of China I